# Arca de juncos

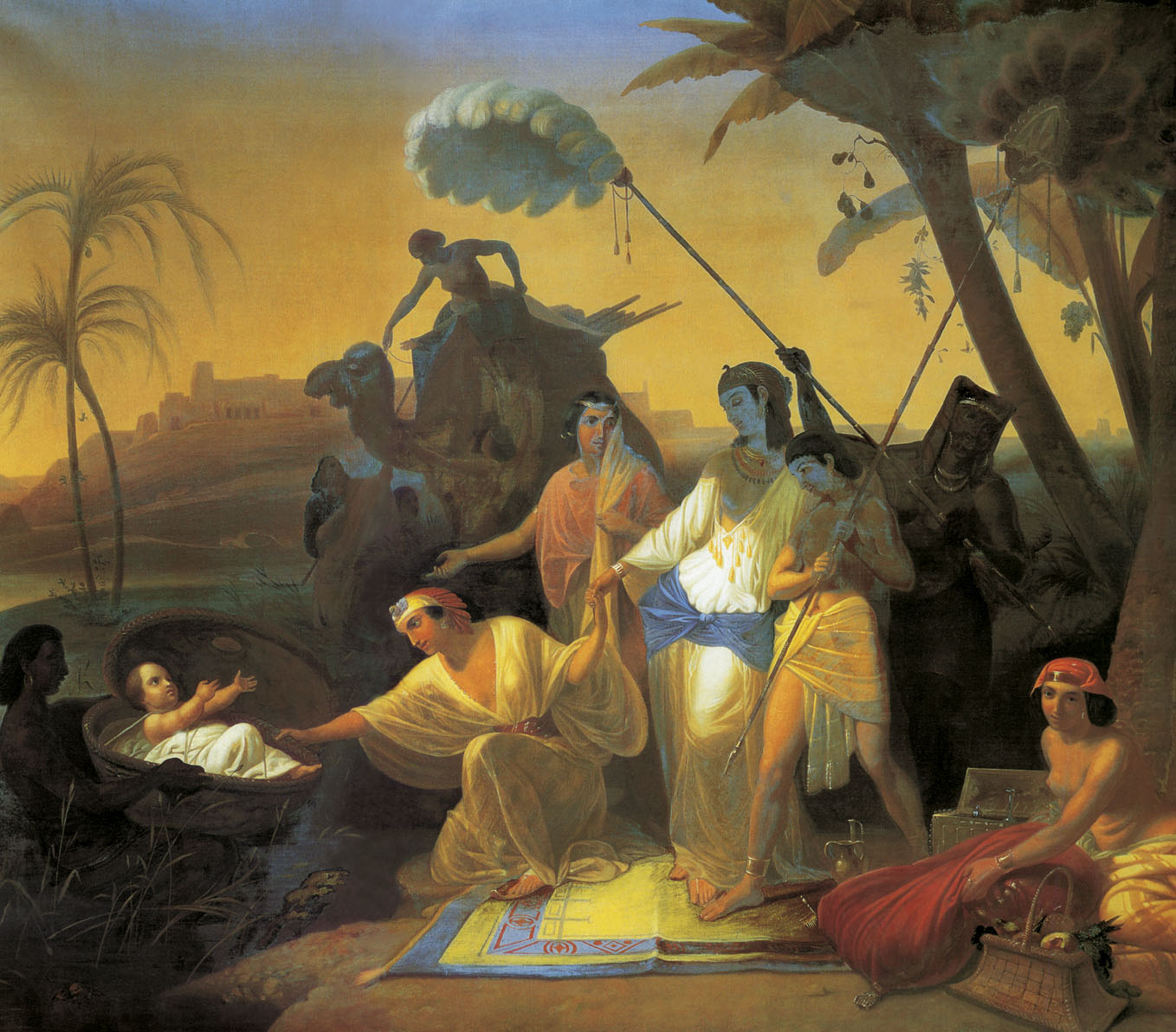
A pintura de Konstantin Flavitsky da filha de Faraó encontrando Moisés, que está em uma cesta.

A arca de juncos em que o bebê Moisés foi colocado é chamada de teiva em hebraico, como uma palavra semelhante ao teb egípcio, e significa "uma caixa". É também a mesma palavra usada para a Arca de Noé.
Os juncos eram provavelmente de talos de papiro (Cyperus papyrus), impregnado com betume e breu (que provavelmente se refere à lama pegajosa do Nilo).